# Ранценхофер, Эмиль
Эмиль Ранценхофер (нем. Emil Ranzenhofer; 4 января 1864, Вена — 19 октября 1930, Вена) — австрийский художник.
Родился в еврейской семье, перебравшейся в Вену из Никольсбурга (ныне Микулов, Чехия). В 1880—1886 гг. учился в Венской академии художеств у Кристиана Грипенкерля и Леопольда Карла Мюллера.
Активно работал как художник-иллюстратор, гравёр, автор плакатов и открыток, экслибрисов. В годы Первой мировой войны военный художник. Публиковал также эротические рисунки и иллюстрации под псевдонимами Эмиль Рантци (нем. Emil Rantzi) и (в соавторстве с Францем фон Байросом) Эмиль Сартори (нем. Emil Sartori). Сотрудничал с сионистскими организациями Австрии, создавая для них художественно оформленные бланки, дипломы и т. д.
Имя художника носит улица (нем. Ranzenhofergasse) в Вене.

## Галерея

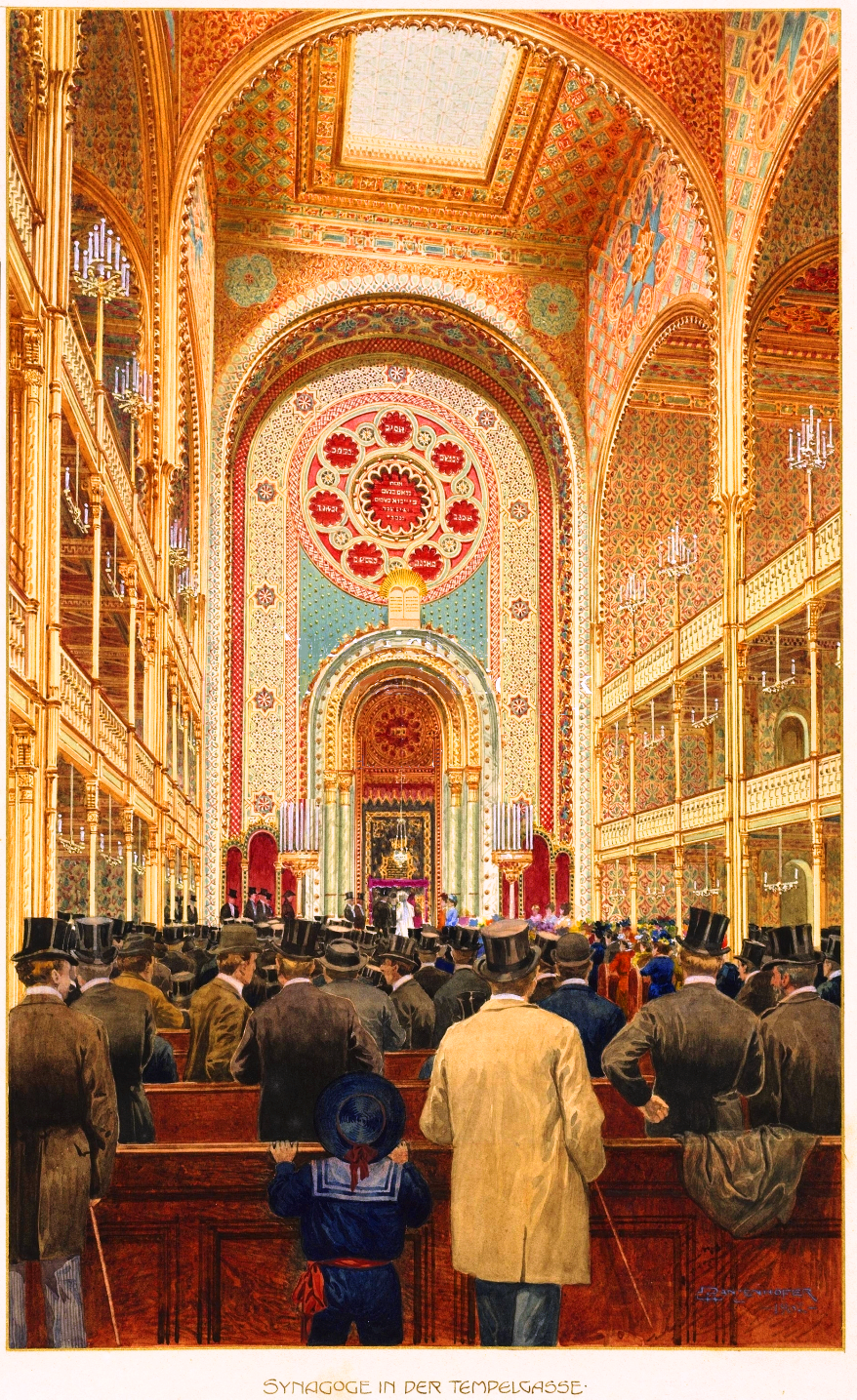
Внутри синагоги на Темпельгассе (1902)
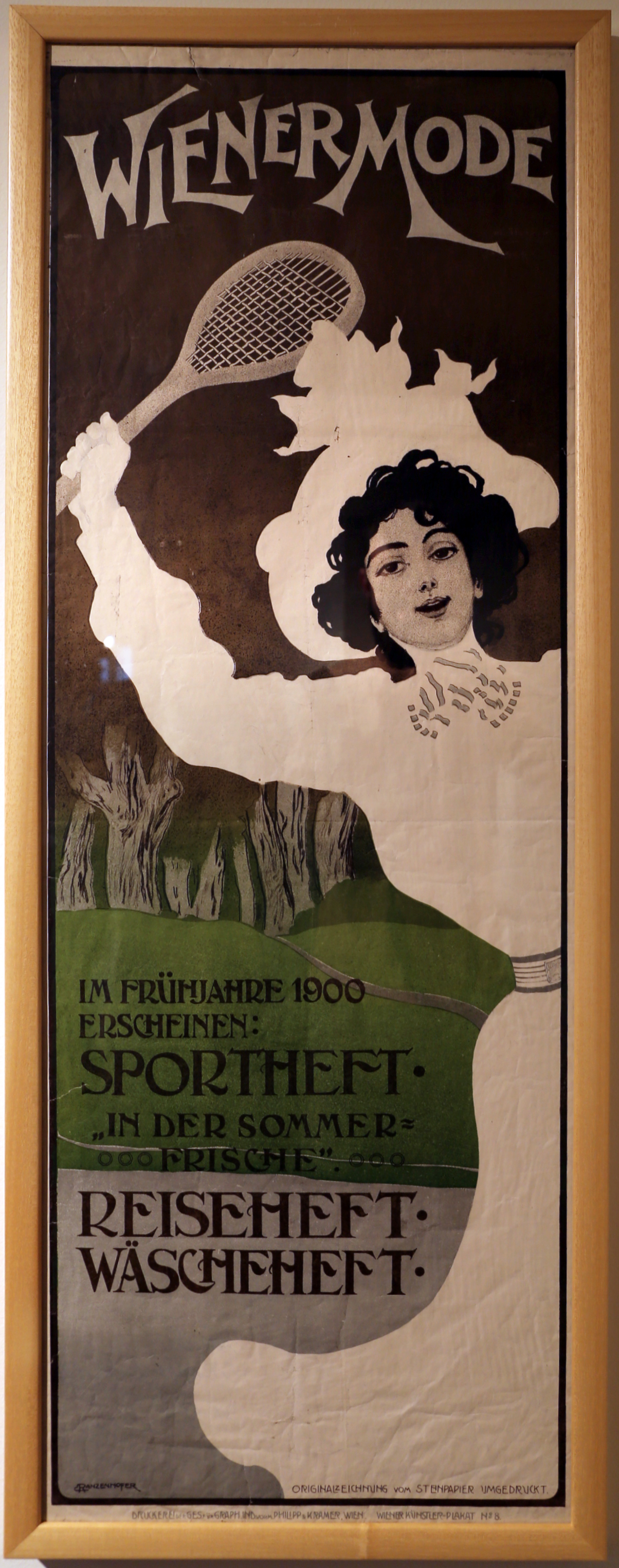
Венская мода (рекламный плакат, 1900)
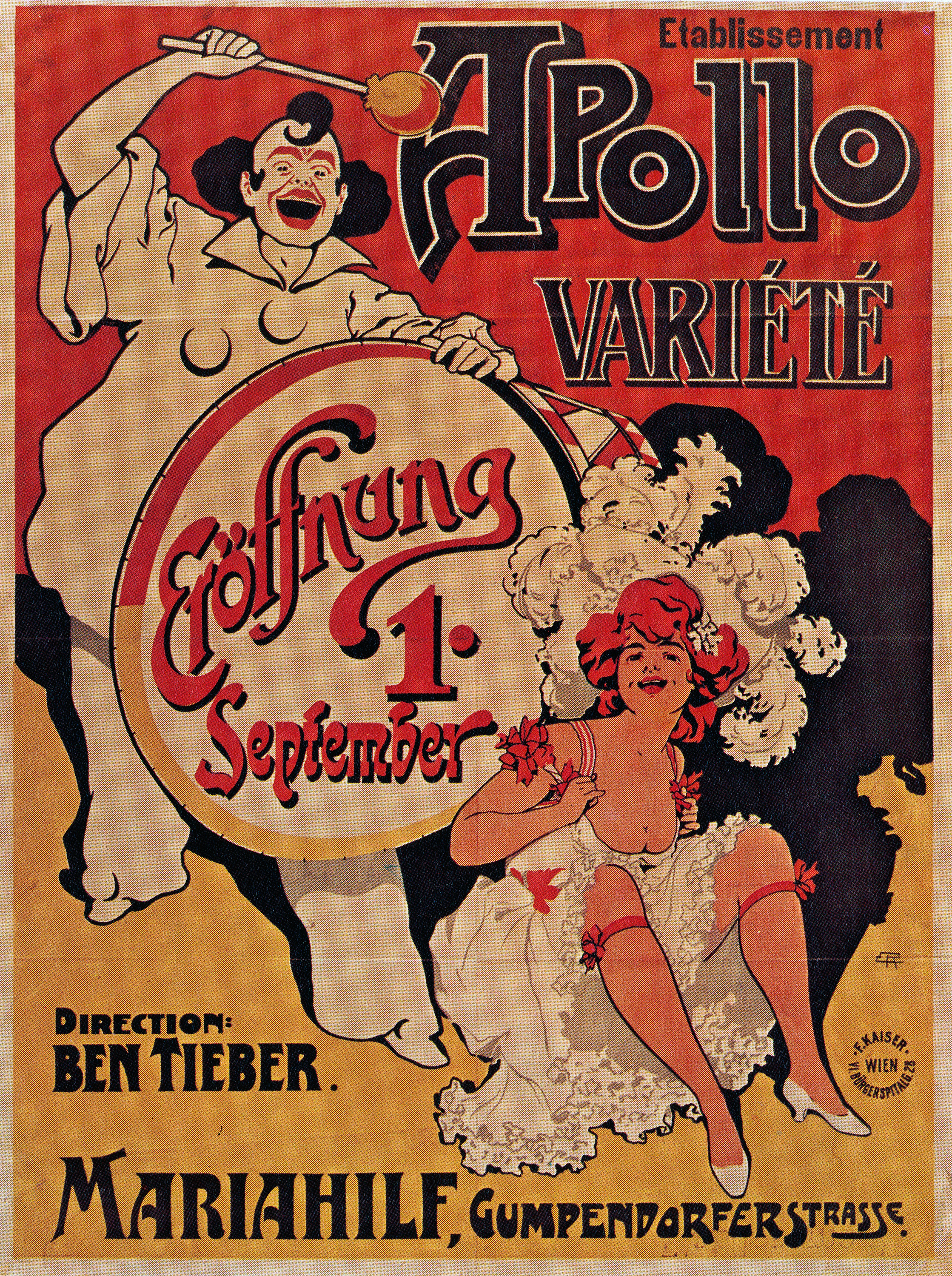
Афиша венского варьете «Аполлон» (1904)
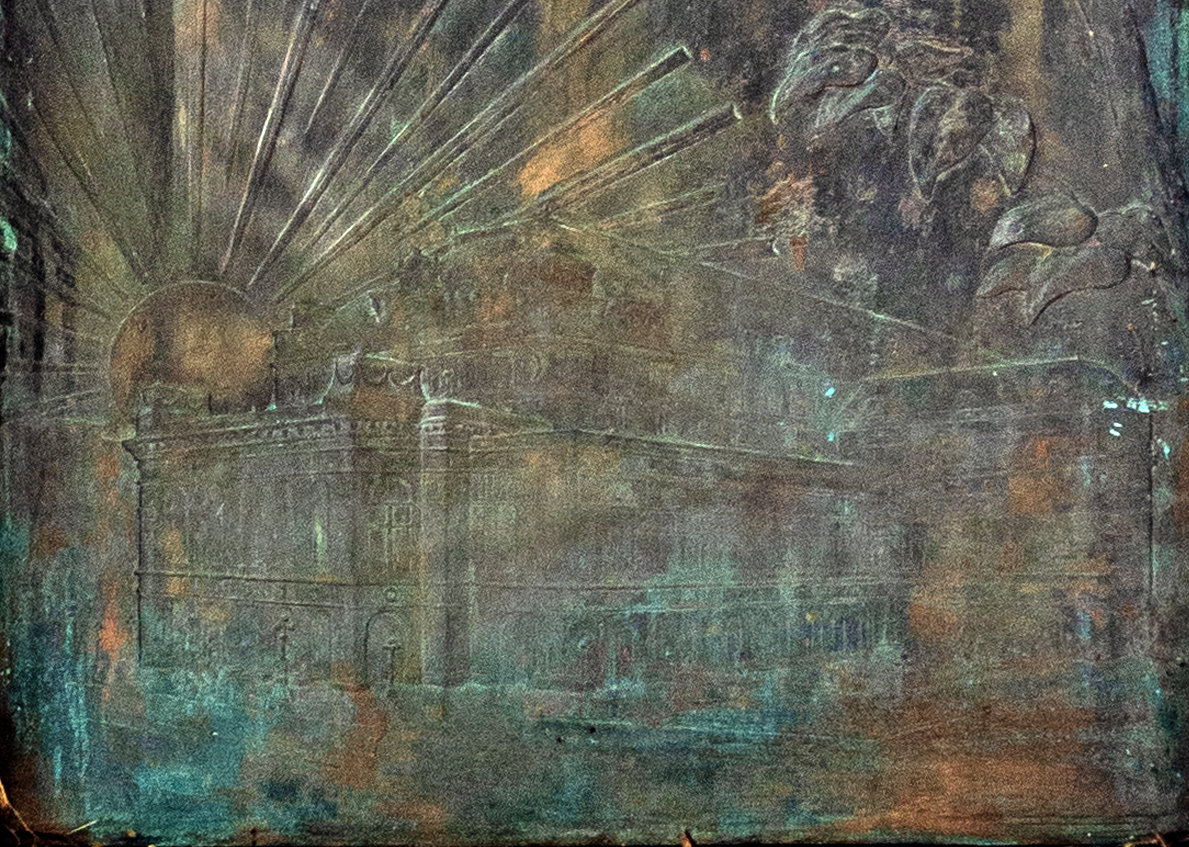
Рельеф Венской государственной оперы на могиле певицы Элизы Элицца